# Johnson County, Illinois
Johnson County är ett county i delstaten Illinois i USA. Den administrativa huvudorten (county seat) är Vienna.

## Politik
Johnson County tenderar att rösta på republikanerna i politiska val.
Republikanernas kandidat har vunnit countyt i samtliga presidentval sedan valet 1892 utom vid ett tillfälle: valet 1992 då demokraternas kandidat Bill Clinton lyckades vinna countyt med ca 3 procents marginal. I valet 2016 vann republikanernas kandidat med 76,4 procent av rösterna mot 18,8 för demokraternas kandidat, vilket är den genom tiderna största segern i countyt för en kandidat.

## Geografi
Enligt United States Census Bureau har countyt en total area på 904 km². 893 km² av den arean är land och 11 km² är vatten.

### Angränsande countyn
- Williamson County - nord
- Saline County - nordost
- Pope County - öst
- Massac County - sydost
- Pulaski County - sydväst
- Union County - väster